# Formica phyllophila
Formica phyllophila är en myrart som beskrevs av Jerdon 1851. Formica phyllophila ingår i släktet Formica och familjen myror. Inga underarter finns listade i Catalogue of Life.